# Fiodor Czartoryski
Fiodor Michałowicz Czartoryski, Fedor Michałowicz Czartoryjski (zm. 1542), kniaź litewski, starosta łucki.

## Życiorys
Syn Michała Wasylewicza Czartoryskiego i Marii z Niemirów. Starostą łuckim został mianowany przez Zygmunta Starego w 1522 roku. 
Według popisu wojskowego przeprowadzonego na Litwie w 1528 roku był zobowiązany do wystawienia pocztu składającego się z 32 konnych. Świadczy to o tym, że był posiadaczem około 500 dymów (zagród) chłopskich. Oprócz położonych głównie w województwie nowogródzkim dóbr dziedzicznych, o które sądził się z kuzynem Semenem (Szymonem) Aleksandrowiczem Czartoryjskim ok. 1498 roku, zgromadził wiele nadań wielkoksiążęcych, m.in. Klewań (1501), Litowiż w powiecie włodzimierskim razem z wójtostwem i obowiązkiem opieki nad cerkwią (1512), 6 służb tatarskich w Koreliczach i dwór w powiecie nowogródzkim (1514). Powiększał również majątek poprzez kupno dóbr, np. w 1517 roku kupił od kniaziów Koreckich Susk, a w 1524 roku Kołniatycze.  
Wspierał monaster Zaśnięcia Matki Bożej w Zimnem, w którym w 1495 zbudował nowy sobór, a kompleks monasterski otoczył murem obronnym z basztami.
W 1524 roku został oskarżony przez teścia, starostę włodzimierskiego, marszałka ziemi wołyńskiej kniazia Andrzeja Aleksandrowicza Sanguszkę, o przywłaszczenie dochodów marszałkostwa wołyńskiego. W 1526 roku w charakterze rekompensaty dla pokrzywdzonego zasądzony został na jego rzecz majątek Fiodora Sielec. Fiodor nie wydał posiadłości oskarżycielowi i sprawa ciągnęła się jeszcze po 1530 roku. Kniaź Czartoryjski miał zatargi również z sąsiadami. Procesował się z kniaziem Jurijem Dubrowickim (ok. 1525 roku) i z kniaziem Ilją Ostrogskim o Stwołowicze (1536). 
Brał udział w obronie Wołynia przed najazdami tatarskimi. Od lat 20. zastępował go w tym syn Aleksander Fedorowicz Czartoryski.

## Drzewo genealogiczne
| 4. Wasyl Konstantynowicz Czartoryski (zm. 1416) |  |                                             |  |  |                       |
|                                                 |  | 2. Michał Wasylewicz Czartoryski (zm. 1489) |  |  |                       |
| 5. Hanna                                        |  |                                             |  |  |                       |
|                                                 |  |                                             |  |  | 1. Fiodor Czartoryski |
| 6. Niemir Rezanowicz                            |  |                                             |  |  |                       |
|                                                 |  | 3. Maria Niemir (zm. 1504/05)               |  |  |                       |
| 7. NN                                           |  |                                             |  |  |                       |
|                                                 |  |                                             |  |  |                       |

Żoną Fiodora była Zofia Sanguszko, córka kniazia Andrzeja Aleksandrowicza Sanguszki. Miał z nią dwóch synów i trzy córki: 
- Aleksandra (zm. 1571),
- Iwana (zm. 1566/67),
- Annę,
- Fedorę,
- Anastazję.